# Trichotanypus arctoalpinus
Trichotanypus arctoalpinus är en tvåvingeart som beskrevs av Makarchenko 1983. Trichotanypus arctoalpinus ingår i släktet Trichotanypus och familjen fjädermyggor. Inga underarter finns listade i Catalogue of Life.